# Tatede
Tatede is een bestuurslaag in het regentschap Sumbawa van de provincie West-Nusa Tenggara, Indonesië. Tatede telt 1269 inwoners (volkstelling 2010).